# Sexyrella
Pour plus de détails, voir Fiche technique et Distribution.
Sexyrella est un film français réalisé par Claude Mulot, sorti initialement sous le titre Bien faire et les séduire en 1968.

## Fiche technique
- Titre : Sexyrella
- Autre titre : Bien faire et les séduire
- Réalisation : Claude Mulot
- Scénario : Roger Fellous, Jean Larriaga et Claude Mulot
- Photographie : Roger Fellous
- Musique : Jea-Pierre Dorsay
- Montage : Monique Kirsanoff
- Production : Films Claudel-Europa
- Durée : 85 minutes
- Visa : n° 35052 délivré le 19 novembre 1968
- Date de sortie : 
  -  France : 27 novembre 1968

## Distribution
- Jean-Pierre Honoré : Olivier Larry
- Véronique Beauchêne : Valérie
- Roger Lumont : Le patron du journal
- Jean-Claude Romer : Le jongleur passant une audition